# Белли, Сильвестро
Сильвестро Белли (итал. Silvestro Belli; 29 декабря 1781, Ананьи, Папская область — 9 сентября 1844, Ези, Папская область) — итальянский куриальный кардинал. Субститут по внутренним делам государственного секретариата Святого престола с 1 августа 1834 по 11 июля 1836. Секретарь Священной Консисторской Конгрегации и секретарь Священной Коллегии кардиналов с 11 июля 1836 по 3 ноября 1838. Асессор Верховной Священной Конгрегации Священной Канцелярии с 3 ноября 1838 по 12 июля 1841. Епископ Йези с 24 января 1842. Кардинал in pectore с 14 декабря 1840 по 12 июля 1841. Кардинал-священник с 12 июля 1841, с титулом церкви Санта-Бальбина с 15 июля 1841.